# 大人 (專輯)
《大人》（大人，Otona／Adult）是東京事變的第二張專輯，由東芝EMI／Virgin Music於2006年1月25日發行。在跨業合作部分，歌曲「修羅場」更成為戲劇『大奧~華之亂』的主題曲。初回限定稱作是「HOMME仕樣(CD+DVD)」，通常盤則叫做「FEMME仕樣(CD)」，兩者皆包含《"DOMESTIC!" Just can't help it.》巡迴演唱會門票優先抽選券。
在專輯銷售成績方面，本張專輯在日本Oricon銷售榜上最高位居單週第1名，名列2006年年度銷售榜第44位。在銷售認證上，專輯《大人》銷售突破25萬張，在2006年1月通過日本唱片協會認定為白金唱片。

## 專輯概要
《大人》是東京事變第二張專輯，同時也是繼2004年12月發表《教育》後，睽違一年的新專輯。不過，在發行作品前，東京事變於2005年7月1日在官方網站上宣布，由於樂團負責彈奏鋼琴的H是都M及吉他手畫海幹音宣布退團，樂團東京事變將進行重組，並且希望歌迷能夠期待第二期東京事變的來到。在經過兩個月的空窗期後，東京事變於09月16日在官方網站上宣布浮雲及伊澤一葉將加入樂團。而兩位新成員的加入，迎接了第二期東京事變與專輯《大人》的到來。
這張專輯收錄了先前發行的單曲《修羅場》中的歌曲，但並沒有收錄單曲中的B面歌曲。而A面歌曲「修羅場」也重新編曲後，以「修羅場 Adult ver.」的名義收錄。至於專輯的初回及普通版封面則製作成男用及女用香水的模樣，連帶地讓初回限定盤與通常盤的歌詞本上則皆富有獨特的香味。而在初回盤在歌詞本上更寫上「Please scratch with your finger.」，就是希望聽者可以聞歌詞本上的香味。而單曲的封面是「椎名林檎手拿著一瓶打著馬賽克的香水橫躺著」，專輯封面則是那罐香水的瓶子，香水外殼的瓶子則是寫上專輯的英文名子「ADULT」，讓歌迷不禁聯想，單曲和專輯似乎有種特別的關係。
東京事變在新成員的加入後，二期東京事變的首張專輯就被濃濃的爵士味所圍繞。像是歌曲「補妝」正是東京事變與椎名林檎難得一見地創作出慵懶般的巴薩諾瓦曲風。除了前述的巴薩諾瓦外，更加入了放克、爵士樂、藍調，甚至是日本傳統音樂等音樂成分。而團員們精彩的彈奏與各樂器之間交織出的優美旋律，和椎名林檎如故事般的寫詞方式，造就了這張正如其名且十分成熟的專輯。椎名林檎在接受訪問提到：「她覺得本張專輯的歌詞內容交由聽眾自行解釋也是這個作品的要點之一。」另外，椎名林檎在這張專輯中也大量的使用英文表詞，跟以往用日文記載英文的方式不同。而比較值得一提的就是在製作專輯時，伊澤一葉曾經向椎名林檎提出不要使用捲舌音演唱的建議，因此在這張專輯中，除了歌曲「喧嘩上等」以外，椎名林檎在其他歌曲中，都沒有使用招牌的捲舌音歌唱。
不過，成員浮雲和伊澤一葉在接受採訪時也提到：「由於才剛加入東京事變的緣故，因此沒辦法把所長給伸展開來，有點彆手彆腳的感覺。」而最令人震驚的消息莫過於椎名林檎在接受訪問中提到「今後，她想要專心作詞和演唱，作曲則會交給其他成員
。」的消息。因此，在本張專輯的巡迴演唱會《"DOMESTIC!" Just can't help it.》上，發表了浮雲創作的歌曲「Mirror Ball」，藉此希望之後的活動能以團員的創作曲目為中心。而東京事變下一張專輯《娛樂》也真的就沒有一首為椎名林檎單獨作曲的作品。
在專輯發售時程上，專輯收錄曲目及封面最早於2005年10月27日於官方網站公布。隔年1月5日則開始提供歌曲「喧嘩上等」音樂錄影帶的觀看服務，到了01月9日，收錄於新專輯的歌曲「停電」及「喧嘩上等」開始提供數位下載。之後於2006年1月25日在日本發行專輯，台灣則是在02月10日發售進口版，02月14日情人節當天則發售台壓版專輯。椎名林檎在得知到這樣的消息後，笑說：「其實這張專輯也蠻適合情人節聆聽的，因為整張專輯就像一齣有哭有笑的戀愛劇。」
最後，在專輯銷售成績方面，本張專輯在發行當週以17萬張的銷售量在日本Oricon銷售榜上位居第1名，總計在Oriocn銷售榜上榜17週，累積銷售達29.4萬張，名列2006年年度銷售榜第44位。同時，專輯銷售突破25萬張，在2006年1月通過日本唱片協會認定為白金唱片。

### 對稱美學
椎名林檎也不忘發揚其在個唱時期的對稱之美，再往後東京事變的作品中也會延續對稱風格。本張專輯以第六首歌曲「雪國」為中心依字數、平假名、片假名對稱。專輯發行的兩個版本FEMME及HOMME的專輯封面皆相互對稱。最後應專輯而舉辦之演唱會《DOMESTIC! Virgin LINE》及《"DOMESTIC!" Just can't help it.》的名稱也相互對稱。
| 01. | 11. |
| 02. | 10. |
| 03. | 09. |
| 04. | 08. |
| 05. | 07. |
| 06. |     |
|     |     |

### 獲獎紀錄
MTV Video Music Awards Japan
- Best Group Video－《修羅場》（提名）

### 跨業合作
- 「修羅場」

（富士電視台）戲劇‘大奧~華之亂’主題曲

### 先行發售單曲
- 修羅場（2005年11月2日，單曲）
(日本) Oricon單曲週銷售排行榜：#5[19]
(日本) Oricon單曲2005年銷售排行榜：#125[20]
(日本) RIAJ(單曲銷售)：金唱片[21]
(日本) RIAJ(手機數位下載)：金唱片[22]
(日本) RIAJ(電腦數位下載)：金唱片[23]

## 曲目
| 大人 (FEMME及HOMME版) - CD | 大人 (FEMME及HOMME版) - CD | 大人 (FEMME及HOMME版) - CD | 大人 (FEMME及HOMME版) - CD | 大人 (FEMME及HOMME版) - CD | 大人 (FEMME及HOMME版) - CD | 大人 (FEMME及HOMME版) - CD |
| 曲序                       | 曲目                       |                            | 作曲                       | {{{extra_column}}}         | 备注                       | 时长                       |
| -------------------------- | -------------------------- | -------------------------- | -------------------------- | -------------------------- | -------------------------- | -------------------------- |
| 1.                         | 秘密                       | 椎名林檎                   | 椎名林檎                   |                            | 伊澤一葉编曲               | 3:52                       |
| 2.                         | 喧嘩上等                   | 椎名林檎                   | 椎名林檎                   | 東京事變                   |                            | 2:22                       |
| 3.                         | 補妝                       | 椎名林檎                   | 椎名林檎                   | 東京事變                   |                            | 5:03                       |
| 4.                         | 超級巨星                   | 椎名林檎                   | 龜田誠治                   | 東京事變                   |                            | 4:29                       |
| 5.                         | 修羅場 Adult ver.          | 椎名林檎                   | 龜田誠治                   | 東京事變                   |                            | 4:42                       |
| 6.                         | 雪國                       | 椎名林檎                   | 椎名林檎                   | 東京事變                   |                            | 4:19                       |
| 7.                         | 歌舞伎                     | 椎名林檎                   | 椎名林檎                   | 東京事變                   |                            | 1:59                       |
| 8.                         | 停電                       | 椎名林檎                   | 龜田誠治                   | 東京事變                   |                            | 4:06                       |
| 9.                         | 黃昏泣                     | 椎名林檎                   | 椎名林檎                   | 東京事變                   |                            | 3:28                       |
| 10.                        | 透明人間                   | 椎名林檎                   | 龜田誠治                   | 東京事變                   |                            | 4:30                       |
| 11.                        | 書信                       | 椎名林檎                   | 伊澤一葉                   |                            | 椎名林檎编曲               | 5:24                       |
| 总时长：                   | 总时长：                   | 总时长：                   | 总时长：                   | 总时长：                   | 总时长：                   | 44:19                      |

| 大人 (HOMME版) - DVD | 大人 (HOMME版) - DVD          |
| 曲序                 | 曲目                          |
| -------------------- | ----------------------------- |
| 1.                   | 秘密（"dynamite!"演唱會實錄） |

### 曲目介紹
1. 秘密
此首歌於2005年《東京事變 live tour 2005 "dynamite!"》日本巡迴演唱會中搶先批露，而同年發行的演唱會DVD中，也被「秘密」的給藏起來了，也是演唱會唯一沒有收錄至DVD的曲目，不過現在則是連同演唱會片段一起收錄於此張專輯中。另外，據說在演唱會時，團員就已經決定把這首歌成為下一張專輯的第一首歌。
林檎表示這首曲目以演唱會時的編曲就已經很棒了，但是伊澤則認為「如果新專輯第一首歌就開始依賴、惰性出現的話，會很令人失望。」對此，林檎不但稱讚伊澤的態度，也幾乎將整首歌曲交給他了。
如果拿《東京事變 live tour 2005 "dynamite!"》演唱會版本和專輯歌曲版本比較的話，我們會發現椎名林檎在錄製歌曲時，以降半音的方式演唱。
2. 喧嘩上等（日語：喧嘩上等）
開頭的聲音為林檎在刄田綴色的手機裡留言的效果，而這個效果就好像是真的戲劇一樣。本首歌則富有濃濃迷幻爵士樂的風格，還有些許鄉村音樂的味道，不過大部分的歌詞皆以英文書寫，與林檎之前的寫作方式有異。另外，雖然名稱有「喧嘩」兩個字，但是林檎表示錄音過程十分愉快。
3. 補妝
Bossa Nova風的曲目，林檎表示小時後因為父母親的關係，所以常聽這類風格的曲目，因此在作曲時很容易就寫出來了，不過要實際演唱就真的有點害羞，但這次她可是克服自己的羞恥心在演唱。
4. 超級巨星（日語：スーパースター）
此首歌於2005年《東京事變 live tour 2005 "dynamite!"》日本巡迴演唱會中搶先批露，然後再收錄於此張專輯中。演唱會中的版本吉他彈奏較為激烈，但專輯版本則比較注重旋律的部分，對此伊澤認為演唱會的版本比較好，還因此跟林檎起了爭執。
作詞的靈感是來自椎名林檎的偶像美國職棒大聯盟的球星鈴木一朗[24]，而兩人還獲邀進行一場夢幻對談[25]。在對談開始，鈴木一朗就提到起初當他看到這首歌時就不太喜歡它，因為他並沒有想過要成為每人眼中的超級巨星，但是在聽到歌詞意涵著「想要成為某一人的超級巨星」時，他便喜歡上了這首歌[25]。
5. 修羅場（日語：修羅場 Adult ver.）
先前發表的單曲《修羅場》的專輯版本，同時單曲也是日本富士電視台連續劇『大奧~華之亂』主題曲，至於改編歌曲的原因，椎名林檎表示「她希望專輯能和連續劇的版本有所差別，因此請團員將修羅場重新編曲。」（詳情請見修羅場）
6. 雪國
演歌的創作，為椎名林檎要去新潟縣時所寫的曲目。雖然是首演歌，在試聽帶時，只有簡單的鋼琴與歌聲而已，但在錄音時，團員們加強了強弱演唱，獲得好評，因此就大幅更改反覆節奏成現在的版本。到目前為止只有在二期東京事變首次日本巡迴《"DOMESTIC!" Just can't help it.》演唱會中有表演過。
7. 歌舞伎（日語：歌舞伎）
本來椎名林檎希望在本專輯寫出女人的心路歷程，但是因為自己本身是以唱歌跳舞為業，因此就回到原點，創作出這樣的曲目。此外，這首曲目也是東京事變在團員介紹時的曲目，歌詞全篇以英文表記，而林檎拿著招牌擴音器介紹每一個團員時，團員便會來一段個人獨奏，這也是這首歌精彩的地方。
8. 停電
這首歌是轉場曲，因為歌曲本身有可愛的感覺，所以本來要給松浦亞彌演唱。但是要她自己來唱這種歌，林檎可是克服自己的心情來演唱。而椎名林檎在其十周年紀念演唱會《(生)林檎博'08 〜10周年記念祭〜》中，完美的詮釋這首曲目。
9. 黃昏泣（日語：黄昏泣き）
林檎表示這首歌在錄音的時候花了很多時間，也錄製了很多種版本，但始終決定不出用哪種版本比較好，甚至還幻想在家一邊唱歌一邊睡覺的感覺來演唱，最後還是站著把它唱完。
10. 透明人間（日語：透明人間）
龜田誠治以自己的兒子作為想像，所完成的作品，但似乎因為試聽帶上所寫下的標題與他兒子有關，椎名林檎就察覺到並寫出符合歌曲內容的歌詞，但林檎表示她以為標題是指庫存歌曲的編號，還興奮地想說龜田是不是寫了很多曲目[26]。
此首歌於2005年《東京事變 live tour 2005 "dynamite!"》日本巡迴演唱會中搶先批露，然後再收錄於此張專輯中。
11. 書信
林檎表示這首曲目是一首美麗的曲目，因此不會採用沒有任合作用或毫無防備的姿勢來演唱，那樣做會影響到整首曲子的美。另外，林檎也表示「因為是這張專輯的最後一首歌，因此，更需要放入純潔無垢的曲目。」

## 銷售排行

### Oricon 銷售榜(日本)
《大人》於2006年1月25日發行。發行首週，在日本公信榜Oricon的專輯榜2006年2月第1週付的榜單中以169,551張銷售量居單週冠軍。第二週則以銷售量5.4萬張位居第三位，同週前兩名分別是男歌手KREVA的專輯《愛・自分博》及樂團Aqua Timez的專輯《奏響天際的祈禱》。總計《大人》總共在日本公信榜Oricon的專輯榜上榜17週，累積銷售達29.4萬張。同時在2006年年銷售榜中，《大人》以29.4萬張銷售量居全年第44名。
| 發行日期           | 排行榜       | 最高排名 | 第一週銷售量 | 總銷售量 | 連續上榜次數 |
| ------------------ | ------------ | -------- | ------------ | -------- | ------------ |
| 2006年1月25日 大人 | 週銷售排行榜 | #1       | 169,551      | 293,604  | 17週         |
| 2006年1月25日 大人 | 月銷售排行榜 | #2       | 263,034      | 293,604  | 17週         |
| 2006年1月25日 大人 | 年銷售排行榜 | #44      | 293,604      | 293,604  | 17週         |

### 其他銷售榜
| 排行榜名稱                                | 最高排名 |
| ----------------------------------------- | -------- |
| (日本) Soundscan：CD Album Top 20         | #1       |
| (日本) J-WAVE：Tokio Hot 100(停電) (年榜) | #67      |
| (台灣) G-Music：東洋榜                    | #3       |
| (台灣) 五大唱片：日韓榜                   | #7       |

### 銷售認證
| 認證單位              | 銷量               |
| --------------------- | ------------------ |
| (日本) RIAJ：專輯銷售 | 白金唱片 (250,000) |

## 發行歷史
| 國家 | 發行日期      | 發行形式                 | 唱片公司              | 商品編號   |
| ---- | ------------- | ------------------------ | --------------------- | ---------- |
| 日本 | 2006年1月25日 | 初回盤 HOMME仕樣         | 東芝EMI／Virgin Music | TOCT-25884 |
| 日本 | 2006年1月25日 | 通常盤 FEMME仕樣         | 東芝EMI／Virgin Music | TOCT-25885 |
| 台灣 | 2006年2月10日 | CD(進口初回盤 HOMME仕樣) | 東芝EMI／Virgin Music | TOCT-25884 |
| 台灣 | 2006年2月14日 | CD(台版普通盤)           | 科藝百代              | 35490626   |

## 宣傳行程
| 類型   | 日期          | 名稱                                      |
| ------ | ------------- | ----------------------------------------- |
| 演唱會 |               | "DOMESTIC!" Just can't help it.           |
| 雜誌   | 2006/01/13    | 【Oricon Style】表紙＋特集                |
| 雜誌   | 2006/01/14    | 【CD DATA】                               |
| 雜誌   | 2006/01/14    | 【WHAT'S IN】                             |
| 雜誌   | 2006/01/18    | 【TV LIFE】                               |
| 雜誌   | 2006/01/19    | 【Pia】                                   |
| 雜誌   | 2006/01/20    | 【ROCKIN ON JAPAN】                       |
| 雜誌   | 2006/01/21    | 【spring】                                |
| 雜誌   | 2006/01/24    | 【月刊Television】                        |
| 雜誌   | 2006/01/24    | 【SKY PerfecTV!110】                      |
| 雜誌   | 2006/01/24    | 【Digital TV Guide】                      |
| 雜誌   | 2006/01/25    | 【TV Guide】                              |
| 雜誌   | 2006/01/31    | 【H】                                     |
| 唱片行 | 2006/01/10    | 【museclip】museclip                      |
| 唱片行 | 2006/01/20    | 【TUTAYA】VA                              |
| 唱片行 | 2006/01/20    | 【TOWER RECORDS】TOWER                    |
| 唱片行 | 2006/01/20    | 【HMV】the music master                   |
| 唱片行 | 2006/01/25    | 【新星堂】pause                           |
| 唱片行 | 2006/01/25    | 【VIRGIN】V                               |
| 唱片行 | 2006/01/25    | 【SUMIYA】Groovin'                        |
| 唱片行 | 2006/01/25    | 【mellow】mellow                          |
| 網站   | 2006/01/19    | 【YAHOO! MUSIC】特集                      |
| 網站   | 2006/01/25    | 【MTV PAPER】特集                         |
| 電視   | 2005/12/23    | 【朝日電視台】MUSIC STATION in Super Live |
| 電視   | 2006/01       | 【MTV】2006年1月｢Artist Of Month｣         |
| 電視   | 2006/01/12    | 【MTV】MTV NEWS                           |
| 電視   | 2006/01/23-27 | 【Music ON!TV】WARP                       |
| 電視   | 2006/01/25    | 【MTV】東京事變特番                       |
| 電視   | 2006/01/27    | 【朝日電視台】我們的音樂                  |
| 電視   | 2006/01/28    | 【東京電視台】JAPAN COUNTDOWN             |
| 電視   | 2006/01/28    | 【J-WAVE】ROCK'NTALK FESTIVAL             |
| 電視   | 2006/01/29    | 【Space Shower TV】ゴゴイチ               |
| 電視   | 2006/01/31    | 【WOWOW】MUSIC@                           |
| 電視   | 2006/02/06    | 【J-WAVE】NIGHT STORIES                   |

## 脚注